# Irańska Giełda Naftowa
Irańska Giełda Naftowa (IOB) – giełda towarowa na wyspie Kisz, na której obrót ropą naftową i gazem rozliczany jest w walutach innych niż dolar amerykański, w szczególności w euro. Giełda ta ma w zamierzeniach przełamać monopol dolara w międzynarodowym obrocie paliwami.
Giełda znajduje się na wyspie Kisz w Zatoce Perskiej, która ma status strefy wolnego handlu. Otwarcie giełdy było pierwotnie planowane na 20 marca 2006, który w Iranie jest dniem Nowego Roku. Termin ten został przesunięty w styczniu 2006 roku w związku z wyborami prezydenckimi w Iranie i zmianami w rządzie Iranu. Od tego czasu termin otwarcia był jeszcze dwukrotnie odsuwany.
Irańska Giełda Naftowa rozpoczęła działalność 17 lutego 2008 roku.

## Kontekst i opinie
Obecnie wszystkie trzy obowiązujące wskaźniki wyceny ropy (API) są podawane w dolarach amerykańskich: amerykańska West Texas Intermediate (WTI), europejska Brent Crude i arabska Dubai Crude. Dlatego dolary są podstawą wyceny na dwóch głównych światowych giełdach ropy: New York Mercantile Exchange (NYMEX) oraz londyńskiej ICE Futures. Irańska giełda próbuje wprowadzić czwarty wskaźnik, podawany w euro.
Według niektórych opinii otwarcie giełdy spotkałoby się z dużym zainteresowaniem państw handlujących ropą, takich jak Rosja, Chiny i Indie, które wolałyby dokonywać swoich rozliczeń w euro. Spowodowałoby to gwałtowną wymianę części rezerw walutowych tych państw z dolarów na euro, co mogłoby mieć złe skutki dla amerykańskiej waluty.